# Мадригаль, Уоррен
Уоррен Стивен Мадригаль Молина (исп. Warren Steven Madrigal Molina; род. 24 июля 2004, Сан-Хосе) — коста-риканский футболист, нападающий клуба «Депортиво Саприсса» и сборной Коста-Рики.

## Клубная карьера
Мадригаль — воспитанник клуба «Депортиво Саприсса». 16 августа 2020 года в матче против «Лимон» он дебютировал в чемпионате Коста-Рики. В своём дебютном сезоне Уоррен помог команде выиграть чемпионат. Летом 2022 года Мадригаль перешёл в «Спортинг Сан-Хосе» на правах аренды. 28 августа в матче против «Гуанакастека» он дебютировал за новую команду. В этом же поединке Уоррен забил свой первый гол за «Спортинг Сан-Хосе». По окончании аренды Мадригаль вернулся в «Депортиво Саприсса». 19 февраля 2023 года в поединке против «Перес Селедон» Уоррен забил свой первый гол за команду. 

## Международная карьера
16 июня 2023 года в товарищеском матче против сборной Гватемалы Мадригаль дебютировал за сборную Коста-Рики. 

## Достижения
Клубные
 «Депортиво Саприсса»
- Победитель чемпионата Коста-Рики (3) — Клаусура 2021, Клаусура 2022, Апертура 2023